# Montes Taebaek

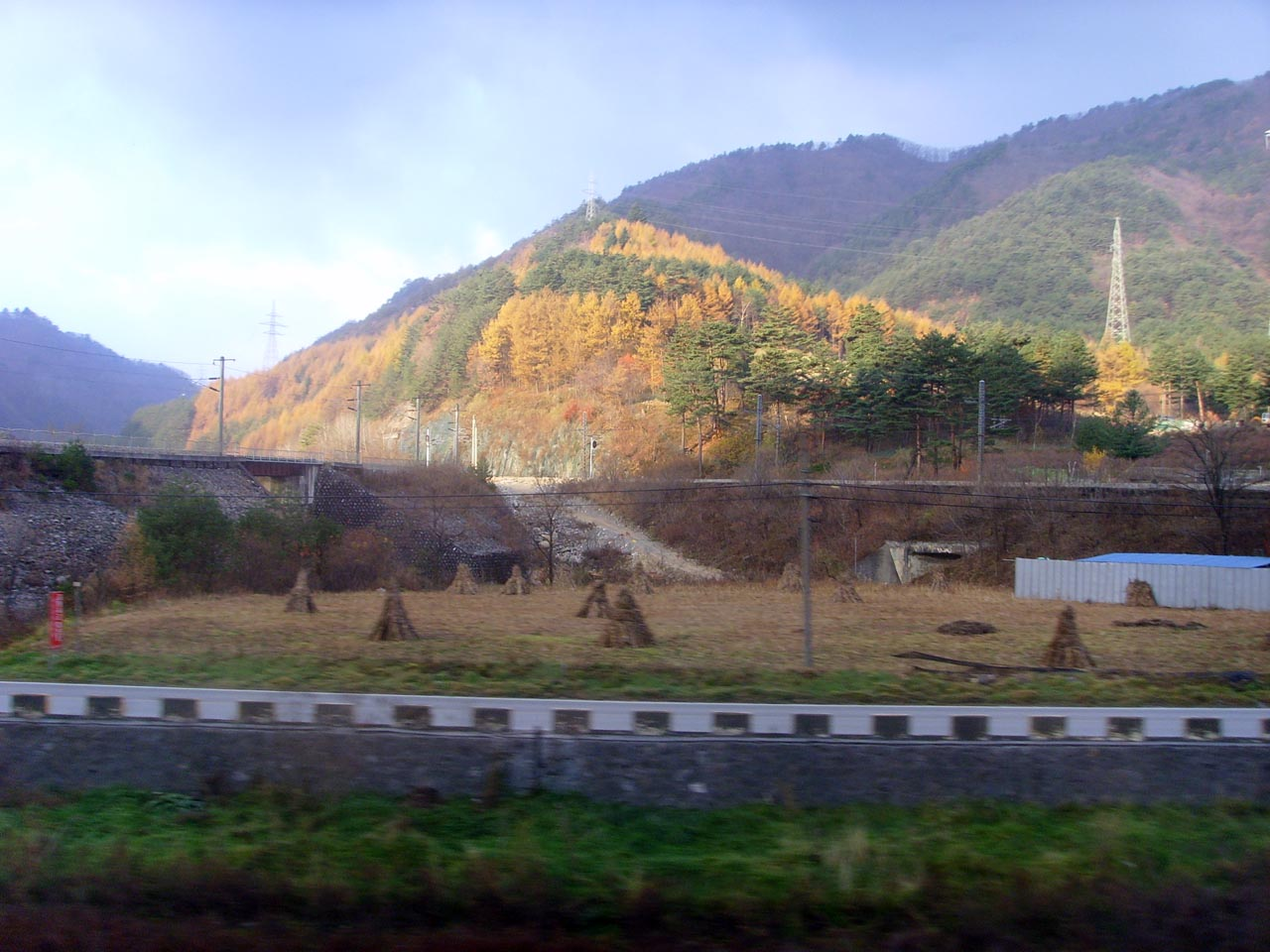
Os montes Taebaek em novembro de 2007.

Os Montes Taebaek constituem a principal cordilheira da península da Coreia, localizados no leste da Coreia do Norte e Coreia do Sul.

## Geografia
Os montes Taebaek estão localizados ao longo da costa oriental da península da Coreia. O Monte Hwangnyong na Coreia do Norte (1.268 metros) forma o extremo norte da faixa. Busan encontra-se no extremo sul da cordilheira. Isso faz com que a cordilheira tenha um comprimento total de mais de 500 quilômetros, com uma média de cerca de 1.000 metros de altura.
Picos importantes ao longo da cordilheira incluem o Seoraksan (1.708 m), Kumgangsan (1.638 m), Taebaeksan (1.566,7 m) e Odaesan (1.563 m). Para o leste, a cadeia de montanhas cai abruptamente para o mar, mas para o oeste, há encostas mais suaves. Muitos espigões se estendem à sudoeste. Os rios mais importantes da Coreia do Sul, o rio Han e o rio Nakdong, se originam nos montes Taebaek.

## Ecologia
Muitas das encostas são amplamente cobertas por florestas.

## Indústria
Economicamente os montes Taebaek são importantes para a mineração de ferro, carvão, tungstênio e calcário.

## Atrações
O Templo Manggyeongsa em Taebaek, condado de Yeongwol, na província sul-coreana de Gangwon, situado a uma altitude de 1.460 metros no pico Taebaeksan, é um templo construído para consagrar a estátua do Bodhisattva da sabedoria. Ele foi construído por Jajang, um monge da Dinastia Silla.
Os Jogos Olímpicos de Inverno de 2018 foram realizados na cidade de Pyeongchang, província de Gangwon, localizada nas montanhas.